# Ubaldo Scanagatta (generale)
Ubaldo Scanagatta (Savigliano, 9 marzo 1883 – Oristano, 21 luglio 1940) è stato un generale italiano, veterano della guerra italo-turca e della prima guerra mondiale, decorato con una Medaglia d'argento e una di bronzo al valor militare. Durante la seconda guerra mondiale fu comandante della 30ª Divisione fanteria "Sabauda".

## Biografia
Proveniente da un nobile casato piemontese, nacque a Savigliano il 9 marzo 1883, figlio di Giancarlo. Arruolatosi nel Regio Esercito, il 7 settembre 1903 entrò come allievo nella Regia Accademia Militare di Artiglieria e Genio di Torino, da cui uscì con il grado di sottotenente, assegnato all'arma di artiglieria, nel 1905. Partecipò alla guerra italo-turca, come capitano, venendo decorato con la Medaglia di bronzo al valor militare e successivamente alla prima guerra mondiale al cui termine aveva raggiunto il grado di tenente colonnello, ed era stato decorato di una Medaglia d'argento al valor militare.
Dopo un servizio come ufficiale presso lo Stato maggiore, fu promosso colonnello il 28 marzo 1933, assumendo il comando del 19º Reggimento di artiglieria "Venezia", inquadrato nella 19ª Divisione fanteria "Gavinana". Partecipò quindi alla guerra d'Etiopia, nel biennio 1935-1936, venendo decorato di una seconda Medaglia di bronzo al valor militare.
Il 14 settembre 1937 fu promosso generale di brigata, dapprima assumendo il comando del Presidio Militare di Zara e poi, dal 1º settembre 1938, al comando della 30ª Divisione fanteria "Sabauda", con Quartier generale a Cagliari, prima in qualità di vicecomandante, poi in qualità di comandante interinale (dal 15 aprile 1939) ed infine quale facente le funzioni di comandante (10 giugno 1940).
All'atto dell'entrata in guerra del Regno d'Italia, avvenuta proprio il 10 giugno 1940, si trovava al comando della predetta Grande Unità, e il pomeriggio di domenica 21 luglio, ispezionava le difese antiaeree della grande diga di Santa Chiara del Tirso, nel centro della Sardegna.
Al rientro in auto verso Cagliari, percorrendo la strada statale "Carlo Felice" che collega il capoluogo sardo a Sassari, ad una quindicina di chilometri da Oristano, decedeva per un banale sinistro stradale. Con lui a bordo dell'autovettura di servizio, rimanevano gravemente feriti la sua ordinanza, tenente Luigi Zanda, il capitano Mario Capitani e l'autista, il caporale maggiore Armando Pistolesi.
Ebbe il triste primato di esser stato il primo generale del Regio Esercito a morire nella seconda guerra mondiale. Su proposta del Capo del Governo e Ministro della guerra Benito Mussolini, con Regio Decreto del 27 giugno 1942, n. 990 fu costituita a Cagliari la "Fondazione generale Ubaldo Scanagatta".

### Fonti
1. 1 2 3 4 5  Generals.
2. ↑  Registrato alla Corte dei conti, addì 25 agosto 1942-XX.
3. ↑  Gazzetta Ufficiale del Regno d'Italia n. 213 del 10 settembre 1942, p. 3749.
4. ↑  Gazzetta Ufficiale del Regno d'Italia n.122 del 27 maggio 1936, pag.1728.